# Jalamanta
 (avril 2019).
Si vous disposez d'ouvrages ou d'articles de référence ou si vous connaissez des sites web de qualité traitant du thème abordé ici, merci de compléter l'article en donnant les références utiles à sa vérifiabilité et en les liant à la section « Notes et références ».
Jalamanta est le premier album solo de Brant Bjork sorti le 10 octobre 1999 après son départ du groupe Kyuss et après avoir rejoint Fu Manchu en tant que batteur et producteur en 1994 de leur premier album "No One Rides for Free". Initialement sorti en 1999 sur le label aujourd'hui disparu Man's Ruin Records, Jalamanta a été réédité sur le propre label de Bjork, Duna Records, en 2003, 2006 et 2009.

## Liste des pistes
1. "Lazy Bones" - 1:29
2. "Automatic Fantastic" - 6:59
3. "Cobra Jab" - 3:18
4. "Too Many Chiefs...Not Enough Indians" - 3:44
5. "Oasis Layback/Sun Brother" - 4:45
6. "Lets Get Chinese Eyes" - 4:45
7. "Toot" - 5:58
8. "Defender of the Oleander" - 7:53
9. "The Low Desert Punk" - 5:20
10. "Waiting for a Coconut to Drop" - 4:17
11. "Her Brown Blood" - 4:16
12. "Indio" - 4:15
13. "Take Me Away" - 5:35 Titre bonus uniquement sur l'album vinyle

La piste #5, Oasis Layback de l'édition originale de Man's Ruin a vu son titre rebaptisé "Sun Brother" sur le label personnel de Bjork, Duna Records.

## Crédits
- Batterie, Guitare, Basse, Percussion & Voix: Brant Bjork
- Enregistré le premier weekend de février 1999 au Rancho De La Luna, Joshua Tree, CA
- Produit par Rosa. Enregistré par Tony Mason. Mixé par Tony Mason & Rosa
- Guitares additionnelles par Mario Lalli & Gary Arce
- All songs written by Brant Bjork
- Peinture & Photos par Brant Bjork.